# Бинауральный эффект

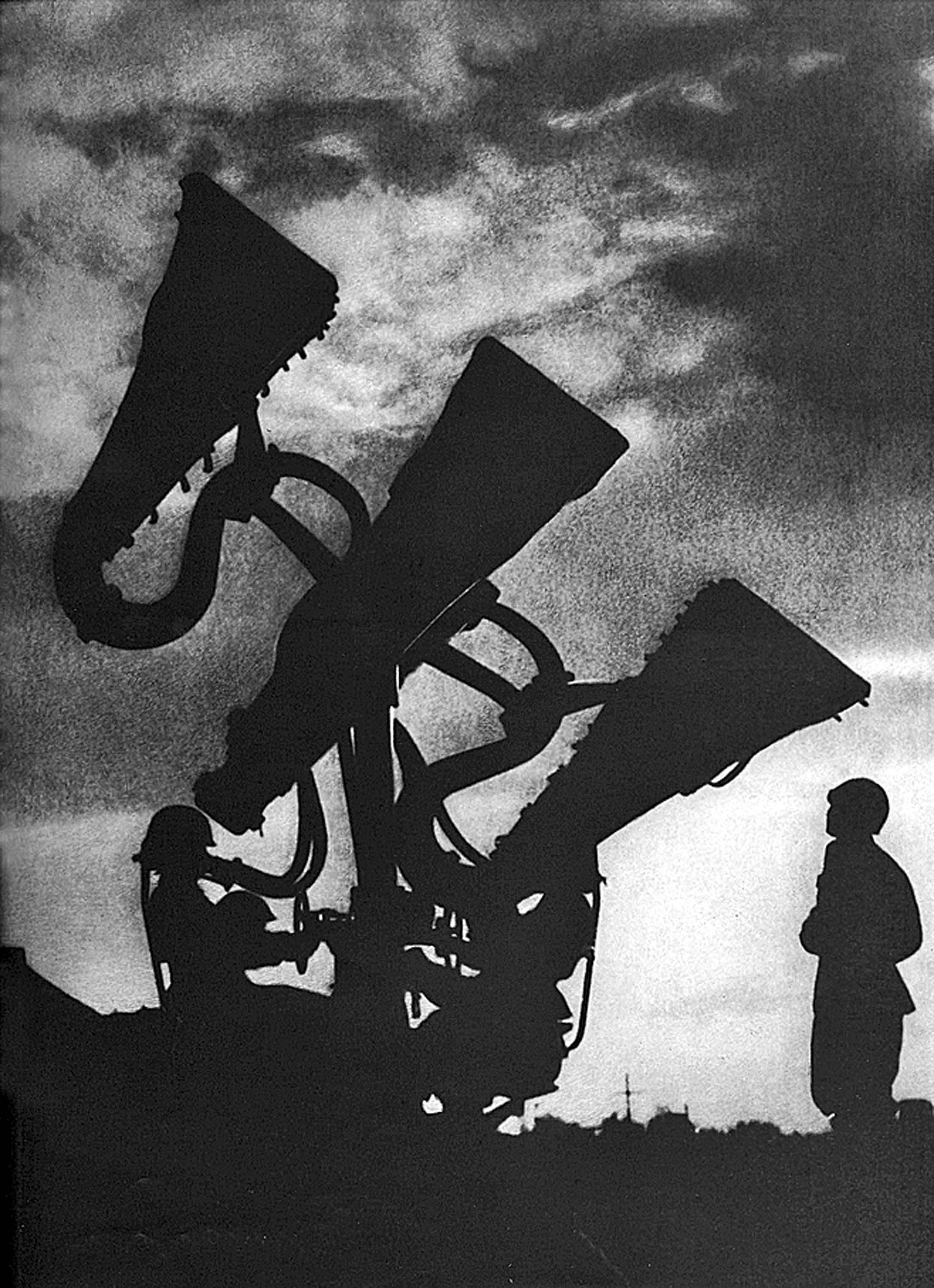
Звукоулавливающая установка ПВО. СССР, октябрь 1941 года. Фото РИА Новости.

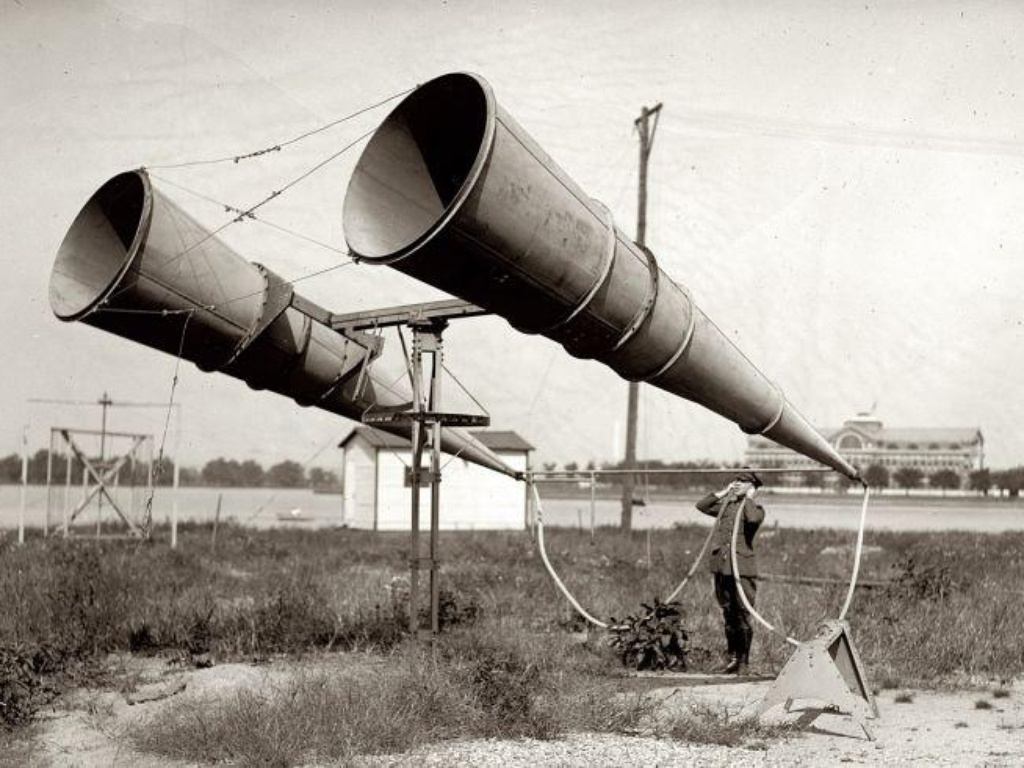
Испытание двухрупорного звукопеленгатора. США, 1921 год.

Бинаура́льный эффект (от лат. bini − два, пара и auris − ухо) — эффект, возникающий при восприятии звука двумя ушами. Он позволяет определить направление на источник звука, что делает звуковое восприятие объёмным.

## Описание
Эффект состоит в том, что если человек обращён лицом к источнику звука, то звуковая волна доходит до обоих его ушей одновременно и поэтому — в одной фазе. Когда человек поворачивает голову, например, вправо от направления на источник звука, то его левого уха звуковая волна достигает раньше, чем правого, и фазы звуковых колебаний в ушах оказываются сдвинутыми друг относительно друга. По этому сдвигу фаз мозг и определяет горизонтальное направление на источник звука. А интенсивность звука, которая, как известно, обратно пропорциональна квадрату расстояния до источника, при расстоянии до него порядка нескольких метров и более, в ушах различается несильно, так как расстояние между ними измеряется сантиметрами.
Для среднестатистического диапазона звуковых частот, слышимых человеком, — 20 Гц — 20 кГц — длина волны лежит в диапазоне примерно 17 м — 1,7 см. Очевидно, что для частот, близких к верхней границе, длины волн столь малы, что сдвиг фазы между волнами, достигающими разных ушей, может составлять (если человек стоит боком к источнику звука) несколько периодов колебания и не может быть определён верно. Впрочем, практика показывает, что человеку затруднительно определить источник звука и при существенно меньших частотах из-за достаточно малых величин относительного сдвига фазы.
Вооружённые силы многих стран (как минимум: Великобритании, Германии, Японии, США и СССР) ещё до начала Второй мировой войны использовали бинауральный эффект в установках для обнаружения самолётов противника — акустических локаторах. Рупоры локаторов, собирая значительно больше энергии, чем ушная раковина человека повышают чувствительность, разнесение рупоров на большое расстояние повышает разрешающую способность по направлению. Об использовании данного эффекта советской армией во время Великой Отечественной войны для звукопеленгации упоминает Григорий Ландсберг.